# Provinz Pavia
Die Provinz Pavia ist eine Provinz in der italienischen Region Lombardei. Zu ihren größten Gemeinden zählen neben der Hauptstadt Pavia Mortara, Stradella, Vigevano und Voghera. Im Süden der Provinz liegt das Weinbaugebiet Oltrepò Pavese, eines der größten Weingebiete Italiens, insbesondere für den Pinot Nero (Pinot Noir, Blauburgunder).

## Größte Gemeinden
(Stand: 31. Mai 2005)
| Gemeinde                | Einwohner |
| ----------------------- | --------- |
| Pavia                   | 71.436    |
| Vigevano                | 59.862    |
| Voghera                 | 38.415    |
| Mortara                 | 14.696    |
| Stradella               | 10.955    |
| Garlasco                | 9.371     |
| Broni                   | 9.261     |
| Gambolò                 | 9.046     |
| Casorate Primo          | 7.745     |
| Mede                    | 6.991     |
| Casteggio               | 6.379     |
| Cassolnovo              | 6.230     |
| Robbio                  | 6.063     |
| Sannazzaro de’ Burgondi | 5.888     |
| Belgioioso              | 5.841     |
| Cava Manara             | 5.835     |
| Siziano                 | 5.594     |
| San Martino Siccomario  | 5.259     |
| Cilavegna               | 5.196     |